# 할리우드 포에버 묘지

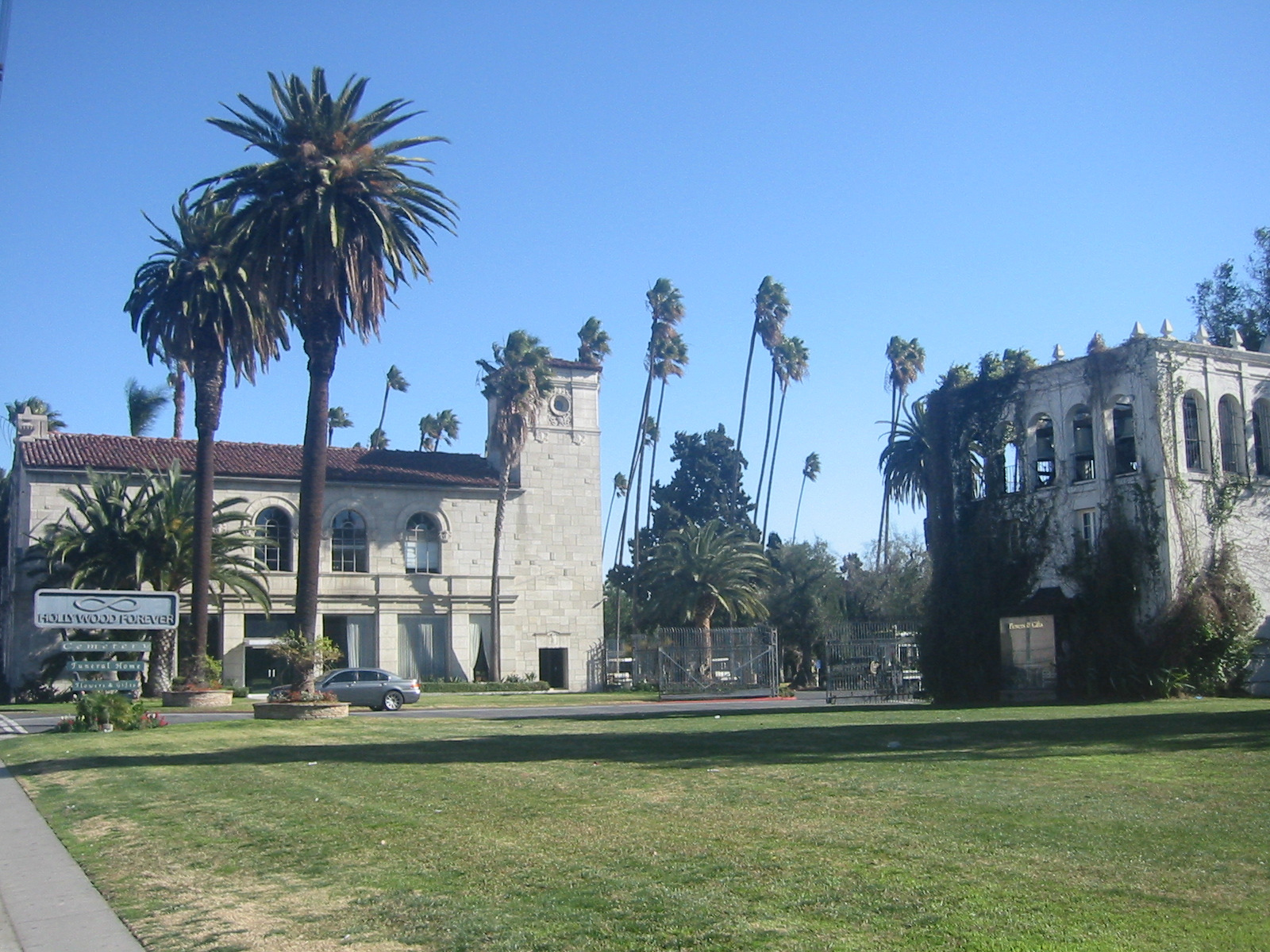
공동묘지 입구 모습

할리우드 포에버 묘지(Hollywood Forever Cemetery)는 미국 로스앤젤레스에 소재한 공동묘지이다. 이전 이름은 할리우드 공동묘지(Hollywood Cemetery)이며, 1899년 개발업자 아이작 랜커심과 그의 사업 파트너이자 사위인 아이작 반 누이스가 조성했다.
이 공동묘지에는 배우, 감독, 작가 등 문화계에 큰 영향을 끼친 인물들이 주로 묻힌다. 음악회, 영화 상영회 등 지역 행사도 주기적으로 개최된다.